# Nissan R90C

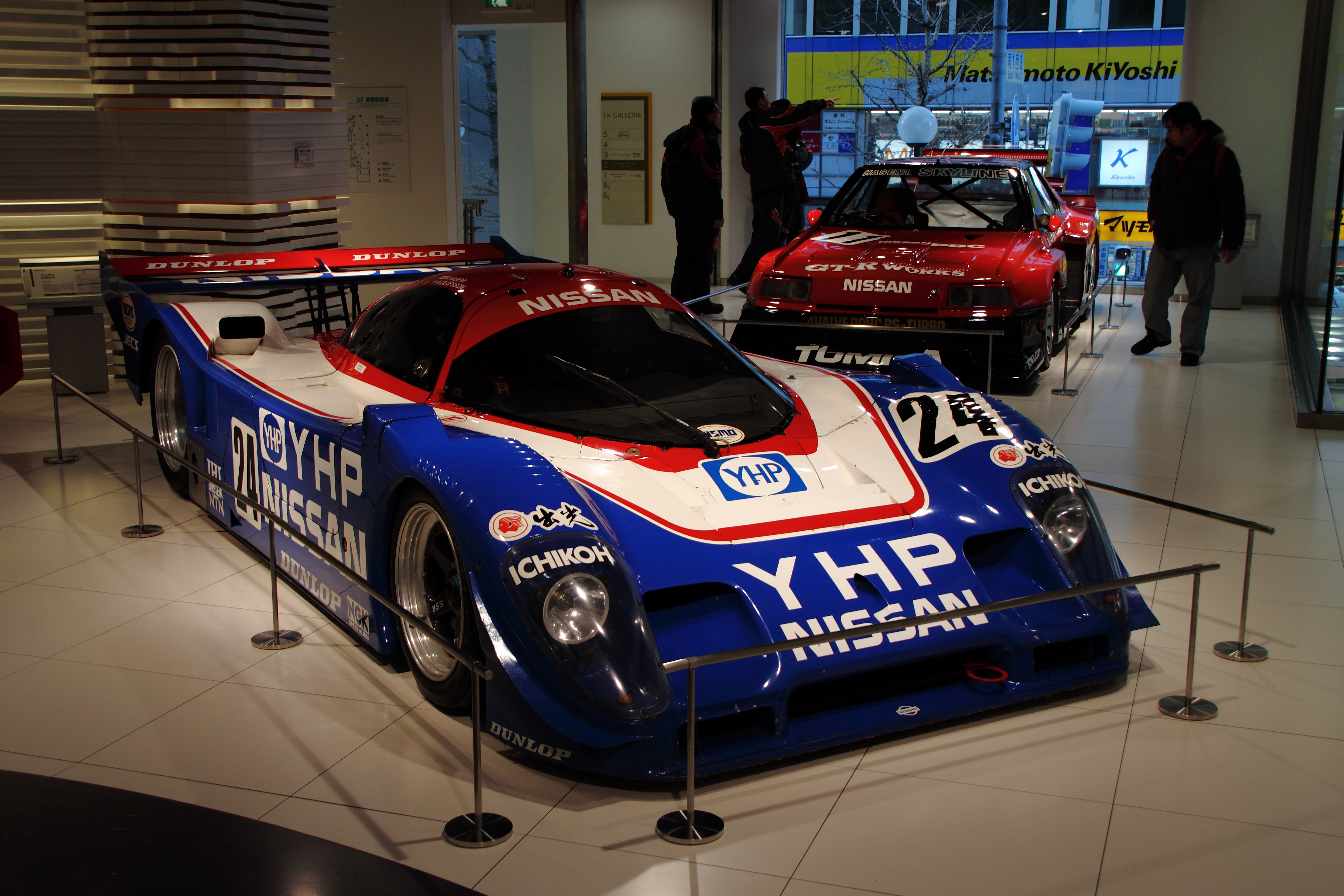
Nissan R90CP en la Nissan Gallery Sapporo.

El Nissan R90C fue uno de los dos autos del Grupo C de Nissan Motors construidos en 1990 para el Campeonato Mundial de Resistencia (WSC) y el Campeonato Japonés de Sport Prototipos (JSPC). Los autos basados en la plataforma básica del R90C corrieron hasta 1993 antes que Nissan eligiera retirarse de las carreras de prototipos hasta 1997. Este ganó tres campeonatos consecutivos del JSPC como también muchas carreras importantes de resistencia durante su participación.

## Desarrollo
Mecánicamente, el R90C compartía mucho de su antecesor, el R89C. Mucha de la construcción del chasis era la misma, como también la forma mecánica. El Nissan VRH35Z twin turbo V8 de 3.5 litros que ya había debutado en el R89C demostró tener éxito y se mantuvo parte del diseño del R90C. A pesar de que mecánicamente eran similares, los autos eran construcciones casi del todo nuevas, llevando al constructor de chasis Lola Cars International a denominar a los autos T90/10, mientras el R89Cs era el T89/10.
Esto llevó en realidad a Nissan a desarrollar dos autos diferentes. Si bien, Lola construiría el chasis básico, Nissan Motorsports Europe construía el resto del R90C en su fábrica evolucionando el diseño del R89C. Al mismo tiempo, el R90CP se construiría en la sede de Nismo en Japón con baja carga aerodinámica, diseñado para altas velocidades. Esto dio a cada uno de los autos un diseño único, el cual eran notablemente diferentes.

## Versiones

### R90CK
El R90CK surgiría como una evolución del diseño del R89C, tomando prestado muchos elementos estilísticos en cual ya se habían utilizado antes. El frontal del auto era bajo, con dos canales profundos en cada lado de una nariz inclinada llevando a la entrada del radiador a los lados de la cabina. Pequeñas narices inclinadas serían ubicadas en los bordes del coche, alimentando parcialmente los conductos de refrigeración de frenos. La cabina contaría con un parabrisas inclinado más largo que el R89C, sin embargo las áreas alrededor de la cabina seguían casi idénticas incluyendo los laterales del auto. Atrás, el alerón trasero sería montado a lo alto expuesto a una mejor carga aerodinámica.

### R90CP
El R90CP (la P referida a la planta Nissan Opama donde Nismo está ubicada) al otro lado surgió de un diseño a favor de la baja carga aerodinámica. El frontal del auto destacaría una nariz más alta, con los canales estrechos eliminados y reemplazados por largos ductos al interior del guardabarros. Los guardabarros asimismo fueron rediseñados, con las luces, puestas verticalmente en lugar del diseño horizontal del R89C y el R90CK. La cabina del R90CK era idéntico al de su hermano R90CP, sin embargo los costados de la cabina serían cambiados. Sobre todo, los espejos retrovisores fueron integrados a la carrocería en los guardabarros, en lugar de los pequeños espejos al costado del parabrisas. Los guardabarros traseros también sería diferente en que la entrada del turbo sería colocada al borde delantero del guardabarros, en lugar de la parte superior de la cubierta del motor en el R90CK. Para el alerón trasero, este se ubicaría más abajo en el auto, extendiendo a conectar con la carrocería del guardabarros de las ruedas traseras, un estilo similar usado en el Nissan GTP ZX-Turbo en Norteamérica.

### Versiones posteriores

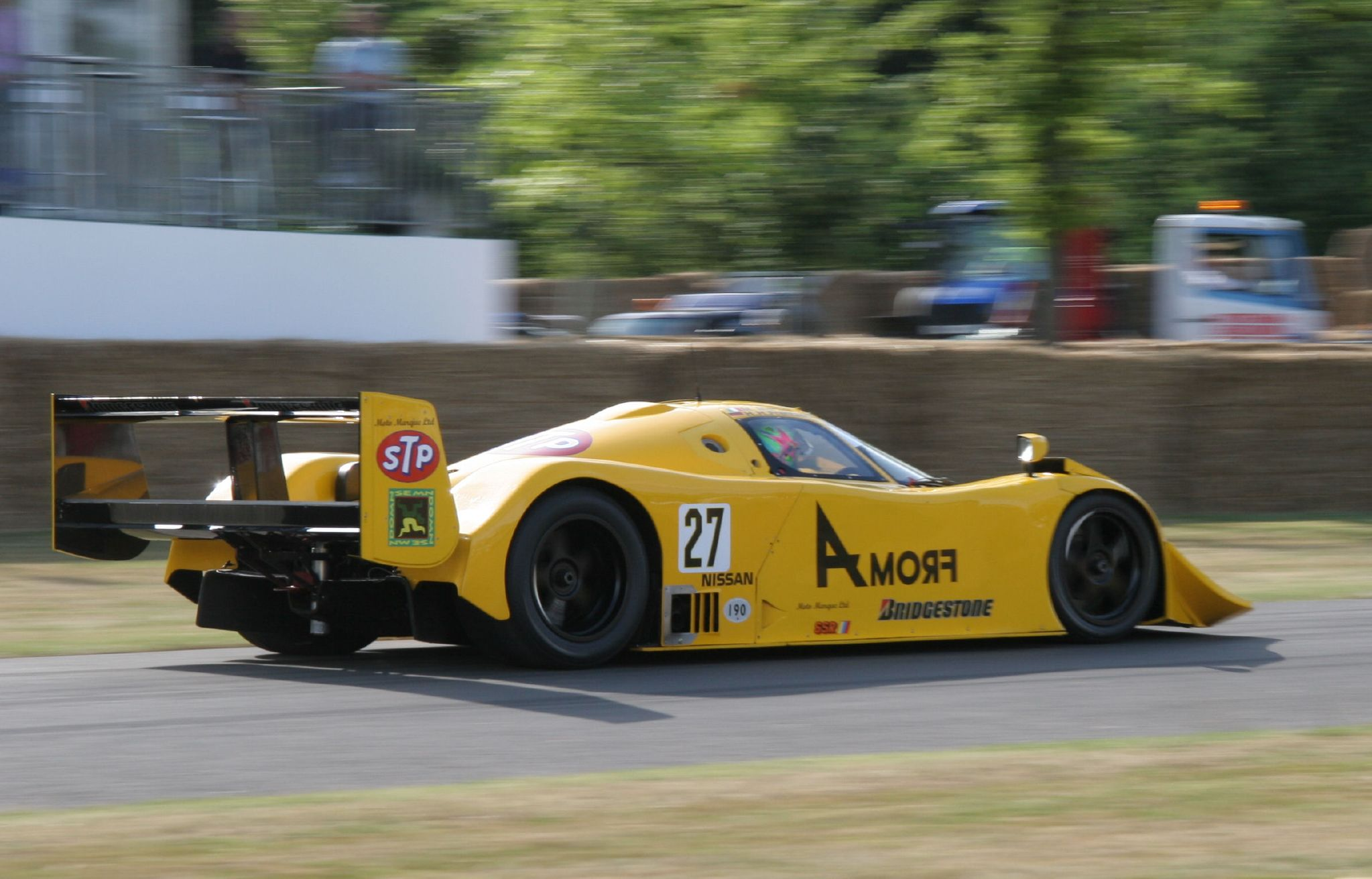
Nissan R91CK en el Festival de la Velocidad de Goodwood 2006.

Para 1991, Nissan se retiró oficialmente del Campeonato Mundial de Resistencia. Sin embargo, Nismo planeó continuar en el Campeonato Japonés de Sports Prototipos decidiendo actualizar sus R90CPs para competir mejor contra Mazda y Toyota. Los nuevos autos,  conocidos como R91CP y R91VP, tuvieron ligeras modificaciones sobre el auto anterior. Sobre todo, las entradas de turbo en forma de caja que se habían colocado en el guardabarros trasero del R90CP se hicieron hacia las ranuras más pequeñas, mientras un largo snorkel se agregó en la parte superior de la cubierta del motor para refrigerar los frenos traseros, en lugar de los doble conductos de frenos anteriores. Los autos en 1992 serían modificados aún más con un VRH35Z twin turbo V8 actualizado, mientras los autos serían renombrados R92CP.
Para los R90CKs, Nissan corrió muchos de ellos en las 24 Horas de Daytona después de su retiro del Campeonato Mundial a finales de 1990. Para correr en Daytona en 1992, los R90CKs tuvieron que reemplazar sus motores VRH35Z por unos twin turbo de 3 litros más pequeños, sin embargo ellos no serían exitosos como el ganador de la carrera, el R91CP.
Otros tres únicos R90CKs que eran basados en autos existentes fueron modificados. Un R89C fue actualizado a convertirse en R90CP, originalmente usado por Nissan en el JSPC antes que todos fueran completados. Nova Engineering compró el chasis nº07 a Lola y empezó sus propias actualizaciones al chasis, llamando al auto R91CK. El último auto modificado fue un R90CP comprado por Team LeMans y modificarlo hasta que ellos lo nombraron R91VP. Ambos autos destacaron menores diferencias aerodinámicas de los otros R90CK y R90CP.